# Первомайский (Горбуновский сельсовет)
Первома́йский — упразднённый посёлок, существовавший на территории Дмитровского района Орловской области. Входил в состав Горбуновского сельсовета.

## Географическое положение
Располагался в 5 км к югу от Дмитровска по правую сторону от дороги из Дмитровска в Малое Боброво. Состоял из одной улицы, протянувшейся с юго-запада на северо-восток. Ближайшие, ныне существующие населённые пункты — село Балдыж, деревни Вертякино и Круглое.

## История
Основан не ранее 1927 года. В 1937 году в посёлке было 6 дворов. К 1965 году Первомайский был упразднён.